# Godzilla x Kong: Supernova
Ten artykuł dotyczy przyszłego wydarzenia. Informacje w nim zawarte mogą się zmienić wraz z pojawieniem się nowych faktów, a początkowe doniesienia mogą być niepewne. Ostatnie aktualizacje tego artykułu mogą nie odzwierciedlać najbardziej aktualnych informacji.
Godzilla x Kong: Supernova – produkowany amerykański monster movie w reżyserii Gary’ego Sputore’a. Piąty film należący do franczyzy MonsterVerse studia Legendary Pictures. Jest to szósty w historii film o Godzilli realizowany przez amerykańskie studia filmowe oraz czwarty, w którym wspólnie występuje z King Kongiem.
Premiera została zaplanowana na 26 marca 2027 roku.

## Obsada
- Kaitlyn Dever
- Dan Stevens – Trapper
- Jack O’Connell
- Delroy Lindo
- Matthew Modine
- Alycia Debnam-Carey
- Sam Neill

## Produkcja
Reżyser Godzilli i Kong: Nowego imperium, Adam Wingard, w wywiadzie dla serwisu Discussing Film wyraził zainteresowanie nakręceniem trzeciego wspólnego filmu Godzilli i King Konga, zaznaczając, że wszystko jest zależne od przyjęcia Godzilli i Kong: Nowego imperium: „Cały pomysł polega na tym, że jeśli nakręciłeś dwa filmy, może powinieneś po prostu zrobić trzeci, ponieważ, jak powiedziałeś, jest tam trylogia. Zdecydowanie uważam, że jest w tym więcej historii i myślę, że mam więcej historii do opowiedzenia. (...) Ale prawda jest taka, że jeśli mam być z tobą całkowicie szczery, mam więcej historii do opowiedzenia o tych potworach i wiem, dokąd zmierzam. Byłbym bardzo podekscytowany możliwością powrotu na kolejny film, jeśli wszystko się ułoży!”. Wingard uważał, że tym razem kolejny film powinien skupić się na Godzilli, a także zasugerował obecność jego potomka inspirowanego Godzillą Juniorem z serii Heisei, dokładnie jego wersją z filmu Godzilla kontra Destruktor (1995). Jared Krichevsky zasugerował, że Godzilla będąc w różowej postaci „jest w trakcie transformacji”, co media wskazywały na obecność zupełnie nowej transformacji w przyszłym filmie.
W maju 2024 roku Dave Callaham został ogłoszony jako scenarzysta kontynuacji, a miesiąc później Grant Sputore jako reżyser. 9 maja 2025 roku, z okazji oficjalnego rozpoczęcia zdjęć, ogłoszono zapowiedź video, na której ujawniono tytuł jako Godzilla x Kong: Supernova.

### Casting
W styczniu 2025 roku Kaitlyn Dever została pierwszą oficjalnie obsadzoną aktorką w filmie. Miesiąc później potwierdzono udział Jacka O’Connella i Delroya Lindo, jak i powrót Dana Stevensa. W dalszych miesiącach do obsady dołączyli Matthew Modine, Alycia Debnam-Carey i Sam Neill.

### Zdjęcia
W marcu 2025 roku „The Hollywood Reporter” prócz angażu Modine’a w kontynuacji, ogłosił rozpoczęcie zdjęć w kwietniu tego roku w Australii. 4 kwietnia Dever potwierdziła w australijskiej telewizji 7NEWS, że okres zdjęciowy się rozpoczął w Queensland. Za pośrednictwem agencji Screen Queensland oficjalnie potwierdzono kręcenie w studiach Village Roadshow Studios w Gold Coast. Od 21 lipca do początku sierpnia zdjęcia kręcono również w Moab, w stanie Utah.

### Muzyka
Henry Jackman, który wcześniej przy MonsterVerse skomponował muzykę do Konga: Wyspy Czaszki (2017), powrócił do franczyzy jako kompozytor filmu.